# Lockheed Martin Polecat
Il Lockheed Martin Polecat è un aeromobile a pilotaggio remoto (APR) sviluppato dalla Skunk Works, divisione di ricerca avanzata della Lockheed Martin, con sede a Palmdale in California. Il nome "Polecat" in lingua inglese può essere utilizzato come sinonimo di puzzola, in un apparente riferimento al soprannome "Skunk Works" con cui si identifica l'azienda che ha progettato il mezzo aereo.

## Progettazione e sviluppo
Il Polecat, designato P-175, venne concepito e finanziato internamente alla Lockheed Martin (non usando quindi fondi del governo degli Stati Uniti) agli inizi del 2005, e non fu rivelato fino al Airshow di Farnborough del 2006. Venne sviluppato per un periodo 18 mesi. Il 18 dicembre 2006, l'aereo si schiantò al suolo a causa di un "guasto irreversibile e involontario delle apparecchiature di supporto a terra, che ha causato l'attivazione nel velivolo della modalità automatica di sicurezza per la terminazione del volo" (autodistruzione), come citato dalla Lockheed Martin.